# Anthrenocerus trimaculatus
Anthrenocerus trimaculatus is een keversoort uit de familie spektorren (Dermestidae). De wetenschappelijke naam van de soort werd in 1943 gepubliceerd door Armstrong.